# سلام بر عشق (فیلم ۲۰۱۶)
سلام بر عشق (به انگلیسی: Love click) فیلمی عاشقانه به زبان هندی به کارگردانی آنیل بالانی و تهیه‌کنندگی آجی جیزوال محصول سال ۲۰۱۶ است. بازیگران اصلی آدهیان سومان و سارا لورن می‌باشند. این فیلم براساس زندگی یک سوپر مدل از دارجیلینگ ساخته شده‌است.